# Кучилья-Гранде

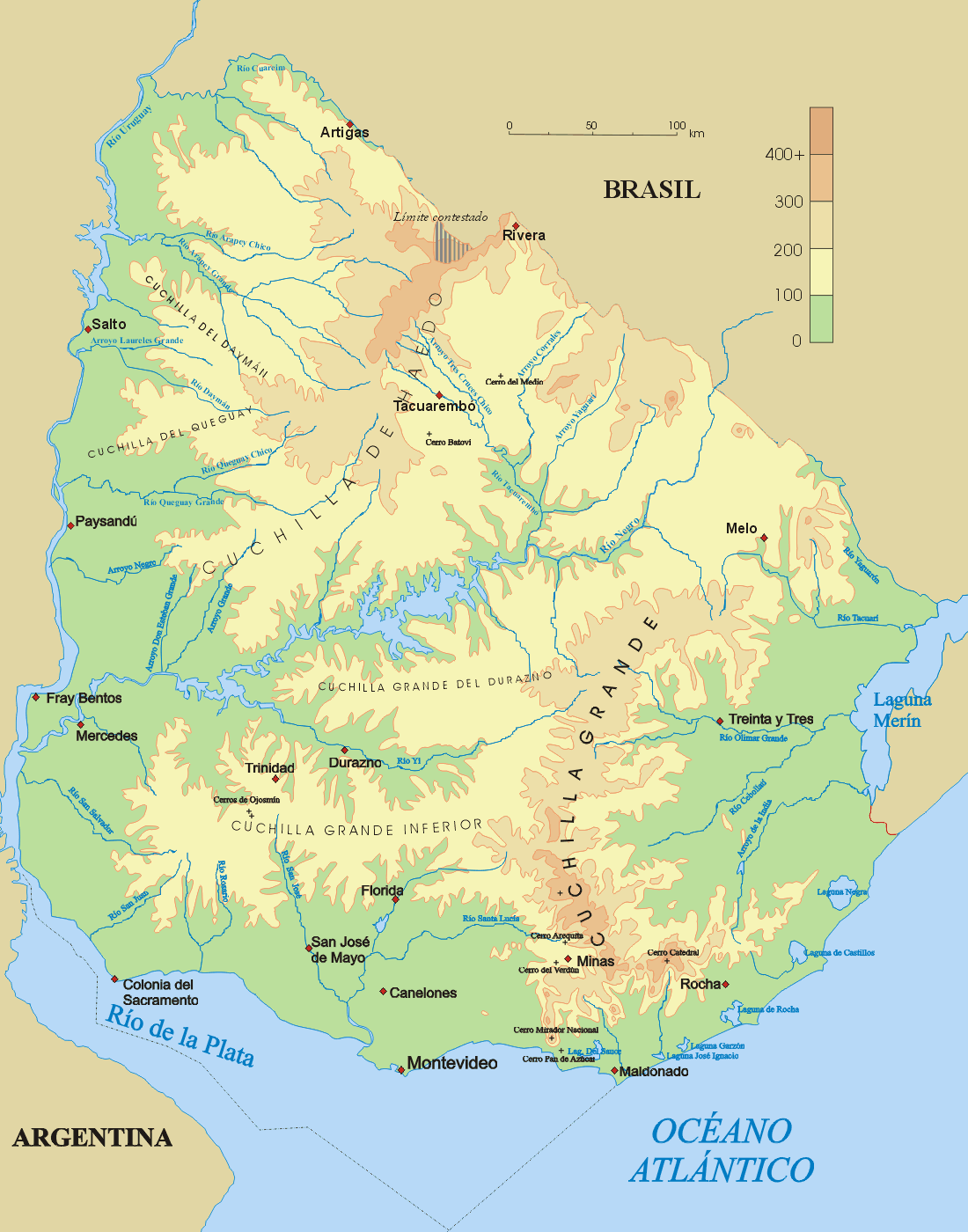
Физическая карта Уругвая

Кучилья-Гранде (исп. Cuchilla Grande) — возвышенность на востоке Уругвая. Разделяет бассейны реки Уругвай и озера Лагоа-Мирин. Сложена гранитами. На возвышенности находится гора Серро-Катедраль высотой 514 метров — наивысшая точка страны. Растительность — субтропическая саванна, местами вечнозелёные и листопадные леса и кустарники.